# Iwakura

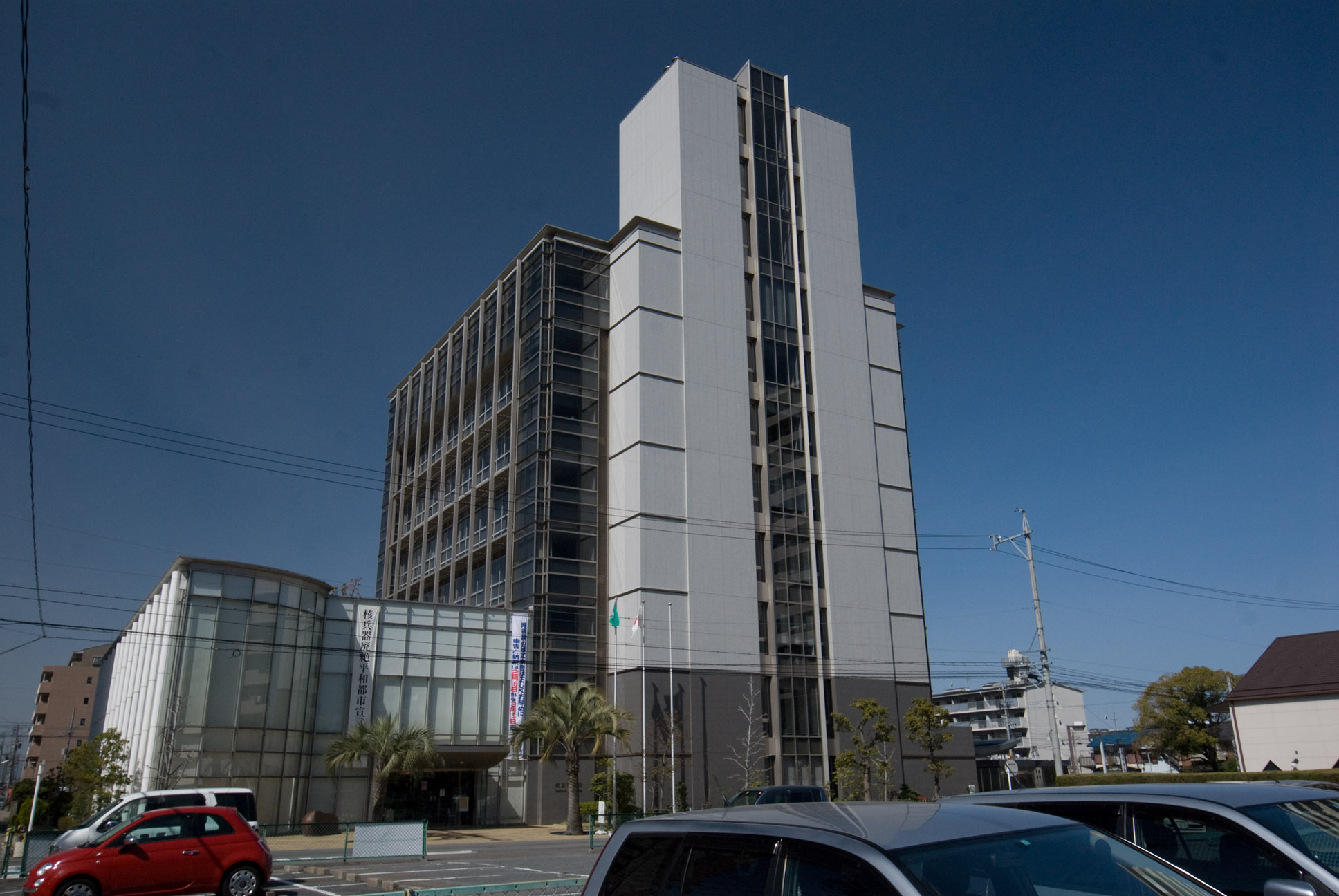
Primăria

Iwakura (岩倉市 Iwakura-shi?) este un municipiu din Japonia, prefectura Aichi.